# Масювка
Масювка, Масівка — річка в Україні, у Тернопільському районі Тернопільської області, права притока Коропця (басейн Дністра).

## Опис
Довжина річки приблизно 10 км. Висота витоку над рівнем моря — 393 м, висота гирла — 356 м, падіння річки —37 м, похил річки — 3,7 м/км. Формується з багатьох безіменних струмків та 3 водойм.

## Розташування
Бере початок на південно-західній стороні від села Криве. Тече переважно на південний схід через села Бартошівку та Щепанів. На північно-західній стороні від села Новосілки впадає в річку Коропець, ліву притоку Дністра.